# Après la tempête (film, 2016)
Pour les articles homonymes, voir Après la tempête.
Pour plus de détails, voir Fiche technique et Distribution.
Après la tempête (海よりもまだ深く, Umi yori mo mada fukaku) est un film japonais réalisé par Hirokazu Kore-eda, sorti en 2016.
Il est présenté en compétition au festival de Cannes 2016 dans la sélection Un certain regard.

## Synopsis
Ryôta, auteur d'un roman à succès, est détective privé pour subvenir à ses besoins et pour payer la pension alimentaire de son fils de onze ans. Il s'efforce de trouver de l'argent en jouant à la loterie et en pariant sur les courses cyclistes. Lors d'un typhon annoncé sur la ville, il est coincé dans l'appartement de sa mère, avec son ex-femme et son fils. Ils vont tenter de se reconnecter.

## Fiche technique
- Titre original : 海よりもまだ深く (Umi yori mo mada fukaku?) (littéralement Plus profond que la mer)
- Titre français : Après la tempête
- Réalisation : Hirokazu Kore-eda
- Scénario : Hirokazu Kore-eda
- Pays de production :  Japon
- Genre : drame
- Dates de sortie : 
  - France : 18 mai 2016 (Festival de Cannes) ; 26 avril 2017 (sortie nationale)
  - Japon : 21 mai 2016
  - Belgique : 26 avril 2017

## Distribution
- Hiroshi Abe : Shinoda Ryōta (le père)
- Kirin Kiki : Shinoda Yoshiko (la grand-mère)
- Yōko Maki : Shiraishi Kyōko (la mère)
- Satomi Kobayashi : Shinoda Chinatsu (la tante)
- Taiyō Yoshizawa : Shiraishi Shingo (le fils)
- Sōsuke Ikematsu : le collègue détective
- Isao Hashizume
- Lily Franky : le patron de l'agence de détective

## Accueil

### Accueil critique
L'accueil critique est positif : le site Allociné propose une moyenne des critiques de presse à 3,9/5. 
Pour Mathieu Macheret  du Monde, « Hirokazu Kore-eda, peintre assidu des familles japonaises et de leurs déliaisons, semblait s'être installé dans le ronronnement doux-amer de ses mélodrames, certes toujours d'une bonne tenue, mais dont la retenue finissait par devenir monotone. Après la tempête marque pourtant un infléchissement appréciable dans son œuvre, tant il réaffirme avec vigueur son goût pour les personnages et l'exploration de leurs individualités blessées. Plus ramassé dans sa dramaturgie, habité par une belle cohérence plastique, le film charrie des affects beaucoup moins tranchés que dans les films précédents de l’auteur et fait preuve d'un beau regain de mordant. ».
Pour Cécile Mury de Télérama, « Moins poignant et magistral que d'autres incursions du disciple d'Ozu et de Naruse dans l'arrière-cour de ses compatriotes (tels les bouleversants Nobody Knows et Still Walking), ce film puise pourtant à la même source amère, au même flux tendu de deuils, de rancœurs et de fêlures, de débandade sociale et financière, mais aussi d'amour — compliqué et déglingué. Portée par les beaux dialogues (un brin trop écrits) d'un duo mère-fils, cette « tempête » familiale s'achève sur un calme blanc, un apaisement ambigu. Une ode discrète à l'instant, seul refuge précaire dans un monde où rien n'est permanent, et surtout pas les rapports humains. ».
Pour Nathalie Simon du Figaro, « Kore-Eda Hirokazu applique la recette de cuisine de la mère de son héros: il laisse «refroidir son plat pour que le goût infuse.» C'est ainsi que le cinéaste concocte ses personnages, il les regarde évoluer avec un mélange d'inquiétude et de compassion. [...] Après la tempête parle de la nécessité d'accomplir son destin le plus dignement possible malgré les obstacles et en accord avec ses valeurs. ».

### Box-office
- France : 158 602 entrées[5]

## Distinctions

### Récompenses
- Online Film Critics Society 2017 : meilleur film non-américain

### Nominations et sélections
- Festival de Cannes 2016 : en compétition, sélection « Un certain regard »
- Festival international du film de Chicago 2016
- Asian Film Awards 2016 : meilleure photographie